# 2020-as FIFA-klubvilágbajnokság-döntő
A 2020-as FIFA-klubvilágbajnokság-döntőjét 2021. február 11-én játszotta a 2019–2020-as Bajnokok Ligája győztese, a német Bayern München és a 2020-as CONCACAF-bajnokok ligája győztese, a mexikói UANL a Katarban található al-Rajjan városában.
A klubvilágbajnokság a koronavírus-járvány miatt lett 2020 decemberéről 2021 januárjára halasztva.
Az UANL lett az első csapat, amely a Észak- és Közép-amerikai, Karibi Labdarúgó-szövetségek Konföderációjából (CONCACAF) jutott a klubvilágbajnokság döntőjébe.
A Bayern München 1–0-ra megnyerte a mérkőzést, ezzel másodszor megnyerve a sorozatot, és a 2009-es barcelona után az első klubcsapatként egy naptári évben begyűjtötte mind a hat jelentős klubtrófeát.

## A döntő résztvevői
| Csapat         | Konföderáció                                                          | Kvalifikáció módja                           | Döntős részvétel(ek) (Dőlt betűkkel a győztes év(ek)) |
| -------------- | --------------------------------------------------------------------- | -------------------------------------------- | ----------------------------------------------------- |
| Bayern München | Európai Labdarúgó-szövetség                                           | A 2019–2020-as UEFA-bajnokok ligája győztese | IC: 2 (1976, 2001) FCWC: 1 (2013)                     |
| UANL           | Észak- és Közép-amerikai, Karibi Labdarúgó-szövetségek Konföderációja | A 2020-as CONCACAF-bajnokok ligája győztese  | -                                                     |

- IC: Interkontinentális kupa (1960–2004)
- FCWC: FIFA-klubvilágbajnokság (2000, 2005–)

## Helyszín
A döntő helyszínéül szolgáló Városi Sportstadion eredetileg a 2019-es klubvilágbajnokság helyosztóinak is helyt adott volna, azonban a 2022-es világbajnokságra készült létesítményt csak 2020-ban adták át, és csak 2020. december 23-án jelentették be, mint a döntő végleges helyszíne.

## Háttér
A Bayern münchen 2013 után második FIFA-klubvilágbajnoki döntőjére készülhetett, amit akkor megnyert a marokkói Raja Casablanca ellen. Emellett a bajor klub korábban kétszer nyerte meg a jogelőd Interkontinentális kupát. A találkozó előtt a Bayern öt trófeát nyert a 2020-as naptári évben, így győzelmével megismételte a Barcelona 2009-es teljesítményét, és begyűjtötte mind a hat jelentős klubtrófeát, egyazon évben.
Az UANL lett a CONCACAF-zóna első csapata, aki bejutott a klubvilágbajnokság döntőjébe, ráadásul a mexikói csapat először vett részt a tornán, miután megnyerte a földrész Bajnokok Ligája-sorozatát a 2020-as évben.

## A mérkőzés

### Összefoglaló
| 2021. február 11. 21:00 (UTC+03:00) |

| Bayern München | 1–0               | UANL |
| -------------- | ----------------- | ---- |
| Pavard 59'     | (0–0) Jegyzőkönyv |      |

| Városi Sportstadion, al-Rajjan Nézőszám: 7411 Játékvezető: Esteban Ostojich (uruguayi) |

| Bayern München | UANL |

| GK                | 1  | Manuel Neuer (c)         |  |     |
| RB                | 5  | Benjamin Pavard          |  |     |
| CB                | 4  | Niklas Süle              |  |     |
| CB                | 21 | Lucas Hernández          |  |     |
| LB                | 19 | Alphonso Davies          |  |     |
| CM                | 6  | Joshua Kimmich           |  |     |
| CM                | 27 | David Alaba              |  |     |
| AM                | 10 | Leroy Sané               |  | 73' |
| RW                | 29 | Kingsley Coman           |  | 73' |
| LW                | 7  | Serge Gnabry             |  | 64' |
| CF                | 9  | Robert Lewandowski       |  | 73' |
| Cserék:           |    |                          |  |     |
| GK                | 34 | Lukas Schneller          |  |     |
| GK                | 39 | Ron-Thorben Hoffmann     |  |     |
| DF                | 20 | Bouna Sarr               |  |     |
| MF                | 22 | Marc Roca                |  |     |
| MF                | 24 | Corentin Tolisso         |  | 64' |
| MF                | 28 | Tiago Dantas             |  |     |
| MF                | 42 | Jamal Musiala            |  | 73' |
| FW                | 11 | Douglas Costa            |  | 73' |
| FW                | 13 | Eric Maxim Choupo-Moting |  | 73' |
| Vezetőedző:       |    |                          |  |     |
| Hans-Dieter Flick |    |                          |  |     |

| GK               | 1  | Nahuel Guzmán       |     |     |
| RB               | 28 | Luis Rodríguez      | 69' | 80' |
| CB               | 13 | Diego Reyes         |     |     |
| CB               | 3  | Carlos Salcedo      |     |     |
| LB               | 29 | Jesús Dueñas        | 42' |     |
| RM               | 20 | Javier Aquino       |     |     |
| CM               | 5  | Rafael Carioca      | 90' |     |
| CM               | 19 | Guido Pizarro (c)   |     |     |
| LM               | 23 | Luis Quiñones       |     |     |
| CF               | 32 | Carlos González     |     |     |
| CF               | 10 | André-Pierre Gignac |     |     |
| Cserék:          |    |                     |     |     |
| GK               | 35 | Juan Pablo Chávez   |     |     |
| GK               | 50 | Arturo Delgado      |     |     |
| DF               | 4  | Hugo Ayala          |     |     |
| DF               | 14 | Juan Sánchez        |     |     |
| DF               | 18 | Aldo Cruz           |     |     |
| DF               | 21 | Francisco Meza      |     |     |
| DF               | 43 | Érick Ávalos        |     |     |
| MF               | 8  | Jordan Sierra       |     |     |
| MF               | 17 | Leonardo Fernández  |     |     |
| MF               | 22 | Raymundo Fulgencio  |     |     |
| FW               | 33 | Julián Quiñones     |     | 80' |
| FW               | 52 | Patrick Ogama       |     |     |
| Vezetőedző:      |    |                     |     |     |
| Ricardo Ferretti |    |                     |     |     |

| A mérkőzés leghobbja: Joshua Kimmich (Bayern München) Játékvezető-asszisztens: Nicolás Taran (Uruguay) Richard Trinidad (Uruguay) Negyedik játékvezető: Edina Alves Batista (Brazília) Tartalék játékvezető: Neuza Back (Brazília) Videóbíró: Julio Bascuñán (Chile) Videóbíró asszisztense: Khamis Al-Marri (Katar) | Szabályok - 90 perc játékidő - 30 perc hosszabbítás döntetlen esetén - Ha ezt követően is döntetlen az er4dmény, akkor büntetőrúgások következnek - Maximum 12 nevezhető cserejátékos - Maximum öt, hosszabbítás esetén hat cserelehetőség |

### Statisztika
| Statisztika          | Bayern München | UANL |
| -------------------- | -------------- | ---- |
| Gól                  | 0              | 0    |
| Összes lövés         | 8              | 3    |
| Kaput eltaláló lövés | 4              | 1    |
| Védés                | 1              | 4    |
| Labdabirtoklás       | 58%            | 42%  |
| Szöglet              | 3              | 2    |
| Szabálytalanság      | 6              | 6    |
| Les                  | 2              | 0    |
| Sárga lap            | 0              | 1    |
| Piros lap            | 0              | 0    |

| Statisztika          | Bayern München | UANL |
| -------------------- | -------------- | ---- |
| Gól                  | 1              | 0    |
| Összes lövés         | 11             | 0    |
| Kaput eltaláló lövés | 5              | 0    |
| Védés                | 0              | 4    |
| Labdabirtoklás       | 52%            | 48%  |
| Szöglet              | 1              | 0    |
| Szabálytalanság      | 6              | 5    |
| Les                  | 0              | 3    |
| Sárga lap            | 0              | 2    |
| Piros lap            | 0              | 0    |

| Statisztika          | Bayern München | UANL |
| -------------------- | -------------- | ---- |
| Gól                  | 1              | 0    |
| Összes lövés         | 19             | 3    |
| Kaput eltaláló lövés | 9              | 1    |
| Védés                | 1              | 8    |
| Labdabirtoklás       | 55%            | 45%  |
| Szöglet              | 4              | 2    |
| Szabálytalanság      | 12             | 11   |
| Les                  | 2              | 3    |
| Sárga lap            | 0              | 3    |
| Piros lap            | 0              | 0    |